# Angèle Manteau
Angèle Georgette Ghislaine Manteau (geboren 24. Januar 1911 in Dinant; gestorben 20. April 2008 in Aalst) war eine belgische Verlegerin.

## Leben
Angèle Manteaus Vater war ein Textilfabrikant aus Lille, ihre Mutter stammte aus Belgien. Sie studierte einige Semester Chemie an der Université libre de Bruxelles (ULB). In Brüssel machte sie Bekanntschaft mit den Literaten Jan Greshoff und Aty Brunt und erlernte die niederländische Sprache.  Manteau arbeitete bei einem Verlag und gründete 1932 ihr eigenes Importhandelsgeschäft. 1938 gründete sie in Brüssel den Verlag Manteau.
In den folgenden Jahren bis 1970 wurden in ihrem Verlag unter anderem diese niederländischsprachigen Autoren verlegt:
Piet van Aken, Louis Paul Boon, Hugo Claus, Johan Daisne, Dirk De Witte, Jef Geeraerts, Hubert Lampo, Ward Ruyslinck, Paul Snoek, Herman Teirlinck, Karel van de Woestijne, Jos Vandeloo, August Vermeylen.
Seit 1964 wurde sie von dem Schriftsteller Jeroen Brouwers in der Verlagsführung unterstützt. Ende der 1970er Jahre verließ sie den Verlag, der von Julien Weverbergh weitergeführt wurde, und ging zum Verlag Elsevier nach Amsterdam.
Sie übersetzte Anfang der 1980er Jahre Werke von Emmanuel Bove und Françoise Sagan ins Niederländische.
Manteau wurde 1986 in Belgien zur Baronesse geadelt und in den niederländischen Orden von Oranien-Nassau aufgenommen. 2003 wurde sie von der Académie royale des Sciences, des Lettres et des Beaux-Arts de Belgique mit dem Goldenen Pfennig geehrt.

## Werke (Auswahl)
- mit Roger H. Schoemans: Ja, maar mevrouw, deze schrijven Nederlands – Een uitgeefster aan het woord over het boekenvak. Standaard, Antwerpen 2000 ISBN 90-02-20996-7.

Übersetzungen aus dem Französischen
- Emmanuel Bove: Mijn vrienden. De Prom, 1981.
- Emmanuel Bove: Armand. De Prom, 1981.
- Françoise Sagan: De geverfde vrouw, 1981.
- Françoise Sagan: Een roerloos onweer, 1983.